# Alphonse Nothomb
Pour les autres membres de la famille, voir Famille Nothomb.
Alphonse Nothomb (Pétange, 12 juillet 1817 - 14 mai 1898) est un homme politique belge.

## Famille
Veuve de Jean-Baptiste Nothomb (1776-1813) et déjà mère de trois enfants (Jean-Baptiste, Jean-Pierre et Marie), Hélène Schuweiler (1781-1852) originaire de Bascharage, épousa en secondes noces le frère de son premier époux, Dominique Antoine (1789-1844) Nothomb. Alphonse naquit de cette seconde union. Il était le demi-frère du premier ministre Jean-Baptiste Nothomb (1805-1881) et de Jean-Pierre Nothomb (1807-1880), dont le petit-fils sera le baron Pierre Nothomb.
Alphonse Nothomb épousa Wilhelmine Pescatore et ils eurent plusieurs enfants.

## Biographie
Il se présenta sur les listes du parti libéral. Il participa au ministère unioniste de Pierre de Decker en tant que ministre de la Justice (1855-1857). Il était censé y représenter l'opinion libérale, mais son libéralisme était mesuré. À l'époque des troubles qui suivirent le vote de la « loi des couvents » (mai-juin 1857), il soutint avec Édouard Mercier la thèse qu'il ne fallait pas céder à la pression de la rue. Après les élections communales d'octobre 1857, qui furent une défaite pour les catholiques, il s'opposa avec Mercier à la démission de De Decker, mais ne put l'empêcher. Il reprit temporairement le portefeuille de l'Intérieur que détenait De Decker (14 octobre 1856-3 novembre 1856), jusqu'à la formation d'un nouveau gouvernement. Il fut membre de la Chambre des représentants et sénateur. Il sera nommé président de l'association catholique de Bruxelles.
Le 21 février 1892, en plein cœur d'une révision constitutionnelle s’étalant sur trente mois, il démissionna du poste de président de l’Association constitutionnelle et conservatrice de Bruxelles. Cette démission fut l'expression de son soutien à Paul Janson, représentant libéral à la Chambre, dans son projet de réforme et de transformation des bases du régime représentatif de la Belgique.
Lors d’une réunion privée tenue par les membres de la droite du Sénat et du Parlement, le 23 février 1892 au Palais de la Nation, seul le duc d’Ursel risqua quelques mots en faveur d'Alphonse Nothomb, mais il dut battre en retraite devant les clameurs de la salle. Nothomb quitta l’assemblée, vertement houspillé selon ses propres paroles à des reporters de quotidiens libéraux.

## Décorations
- Grand officier de l'Ordre de Léopold
- Croix civique
- Grand-croix de l'Ordre pontificial de Saint-Grégoire-le-Grand
- Grand-croix de l'Ordre de la Couronne de fer (Autriche)
- Grand-croix de l'Ordre de la Maison ernestine de Saxe
- Grand-croix de l'Ordre de Saint-Joseph (Toscane)
- Grand-croix de l'Ordre du Médjidié (Turquie)
- Grand officier de la Légion d'honneur (France)